# Nunn (Colorado)
Pour les articles homonymes, voir Nunn.
Nunn est une ville américaine située dans le comté de Weld dans le Colorado.
D'abord appelée Maynard, la ville est renommée en l'honneur de Tom Nunn, qui a évité un accident de train.

## Démographie
| 1910 | 1920 | 1930 | 1940 | 1950 | 1960 |
| ---- | ---- | ---- | ---- | ---- | ---- |
| 143  | 149  | 196  | 190  | 182  | 228  |

| 1970 | 1980 | 1990 | 2000 | 2010 | - |
| ---- | ---- | ---- | ---- | ---- | - |
| 269  | 295  | 324  | 471  | 416  | - |

Selon le recensement de 2010, Nunn compte 416 habitants. La municipalité s'étend sur 3,10 milles carrés (8,03 km2).